# Familienmedizin
Familienmedizin ist ein Teilgebiet der Allgemeinmedizin. Laut Fachdefinition der Deutschen Gesellschaft für Allgemeinmedizin und Familienmedizin (DEGAM) ist sie „[a]ls besonderer Schwerpunkt [...] integraler Bestandteil des Fachs und berücksichtigt das familiäre und sozialräumliche Umfeld sowie kommunale Strukturen.“ 
Die Familienmedizin vertritt eine integrative Betrachtungsweise, zu der die Beachtung somatischer, psychischer, systemischer und soziokultureller Aspekte explizit dazu gehört. Die Familie als soziales System wird in die Planung und Durchführung medizinischer Interventionen einbezogen.
Die DEGAM benennt die Familienmedizin in ihren Positionen zur Zukunft der Allgemeinmedizin und der hausärztlichen Praxis explizit:
„Familienmedizin ist eine wichtige Aufgabe in der hausärztlichen Versorgung. Eine generationenübergreifende und den sozialen Kontext einbeziehende Versorgung der Bevölkerung erfordert Wissen um die familiären Lebensbedingungen. Die Familienmedizin als integrierter Teil hausärztlichen Handelns muss sich im Alltag interprofessionell verzahnen. […] Immer stehen dabei aber die Patienten, ihr Lebensumfeld sowie dessen Auswirkungen auf ihre Gesundheit im Zentrum. Dabei kann die Beziehung sowohl zum individuellen Patienten in seinem familiären Kontext als auch zur Familie als Ganzes, als System, bestehen.“
Mit den sozialen Strukturen der Gesellschaft verändert sich auch die Bezugsgröße der Familienmedizin. „Familie“ bedeutet in diesem Kontext nicht mehr allein die klassische Kern- oder erweiterte Großfamilie, sondern das primäre Lebensumfeld der Patienten, zu dem etwa Haus- und Lebensgemeinschaften, Patchwork-Familien und Menschen gehören, die sich emotional aufeinander beziehen.
„Die Vielfalt von Familienformen ergibt sich nicht nur durch Verwandtschaftsbeziehungen und neue Formen des Zusammenlebens, sondern auch aufgrund neuer, oft ungewohnter und unbekannter Familientraditionen durch Einwanderung.“
Im Sozialgesetzbuch ist die Familienmedizin als Teil der hausärztlichen Versorgung über die gesetzliche Krankenversicherung abgedeckt und beinhaltet: „die allgemeine und fortgesetzte ärztliche Betreuung eines Patienten in Diagnostik und Therapie bei Kenntnis seines häuslichen und familiären Umfeldes“ (§ 73 SGB V Abs. 1).
In vielen europäischen und außereuropäischen Ländern wird zwischen Allgemeinmedizin und Familienmedizin nicht klar unterschieden. Die Begriffe family medicine, primary care und general practice werden zum Teil synonym verwendet. Für die psychotherapeutische und psychologische Arbeit mit Familien hat sich der Begriff (systemische) Familientherapie etabliert.

## Geschichte
Historisch lässt sich die Familienmedizin als eigenständige Disziplin bis Mitte des 20. Jahrhunderts zurückverfolgen. H. Richardson gilt mit seiner aus einem Forschungsprojekt hervorgegangenen Veröffentlichung „Patients have families“ (1945) als Gründer der Familienmedizin in den USA. Er äußerte damals: „Die Feststellung, dass Patienten Familien haben, ist wie die Feststellung, dass ein krankes Organ Teil eines Menschen ist.“ Mit dieser Betrachtungsweise werde die Krankheit „zu einem integralen Bestandteil des kontinuierlichen Lebensprozesses. Die Familie ist die Einheit der Krankheit, weil sie die Einheit des Lebens ist.“
In Europa gilt Frans J. A. Huygen aus den Niederlanden als Begründer der Familienmedizin. 1978 formulierte er in seinem Buch „Familienmedizin: Aufgabe für den Hausarzt“ ähnlich wie Richardson die These „Die Familie als Einheit ist der Patient“. Hans Hamm legte mit seinem Lehrbuch „Allgemeinmedizin und Familienmedizin“ von 1980 die Grundlagen der hausärztlichen Familienmedizin in Deutschland. Auch wenn die Familie aus seiner Sicht in der familienmedizinischen Praxis eher selten die Behandlungseinheit sei, bilde sie dennoch den therapeutischen Rahmen. Unter seiner Präsidentschaft definierte die DEGAM 1981 Familienmedizin als einen von 12 Forschungsschwerpunkten in der Allgemeinmedizin und entwarf Inhalte für ein familienmedizinisches Curriculum. Ein weiterer führender Protagonist der Familienmedizin in Deutschland ist Eckart Sturm mit seiner Veröffentlichung „Die Renaissance des Hausarztes“ (1983) und seinem umfassenden Lehrbuch zur hausärztlichen Patientenversorgung (2006).
Seit 1998 ist die Familienmedizin Bestandteil der Fachbezeichnung der Deutschen Gesellschaft für Allgemeinmedizin und Familienmedizin (DEGAM).
2016 wurde eine umfassende Arbeitsdefinition „Familienmedizin in der Hausarztpraxis“ entwickelt, die als gemeinsamer Ausgangspunkt für weitere Forschungen zu diesem Bereich dienen soll.
Laut einer repräsentativen Bevölkerungsbefragung aus dem Jahr 2020 wünscht sich fast die Hälfte der Bevölkerung in Deutschland (45,6 %) die Behandlung vieler oder aller Familienmitglieder in ein und derselben Hausarztpraxis.

## Arbeitsgrundlagen
Die Arbeitsgrundlagen der Familienmedizin sind eine auf Dauer angelegte Patient-Arzt-Beziehung, die aus dem familiären Umfeld bereits erkennbare Vorgeschichte des Patienten und seiner Familie, sowie die von Ort zu Ort verschiedenen sozio-demographischen Merkmale der von einer Hausarztpraxis zu versorgenden Bevölkerungsgruppe. Dies Kontextwissen wird in der Betreuung von Patienten und ihren Familien mit berücksichtigt.
Die Familienmedizin geht von einer Wechselwirkung zwischen Patient, Erkrankung und Familie aus. Familie kann dabei sowohl Ressource als auch Risiko für die Gesundheit und das Wohlergehen ihrer einzelnen Familienmitglieder sein. Grundannahme ist, dass auch bei der Behandlung somatischer Störungen die Einbeziehung der Familie und des sozialen Umfeldes in den Therapieprozess hilfreich ist. Studien belegen, dass das Einbeziehen von Familienangehörigen in die Behandlung signifikant positive Affekte auf die körperliche und seelische Gesundheit von Patienten wie von Familienangehörigen hat.
Die enge Verknüpfung von Patient, Krankheit und Familie zeigt sich in folgenden Bereichen:
- die Familie prägt die Einstellungen zur Gesundheit,
- die Familie beeinflusst das Krankheitsverhalten, die Familie ist bei Erkrankung eines Familienmitgliedes häufig mit betroffen,
- das Familienleben selbst kann zur Auslösung von Erkrankungen führen.[17]

Die Familienmedizin befindet sich an der Schnittstelle zu anderen medizinischen Fachdisziplinen wie etwa der Psychosomatik, Psychotherapie, Sozialmedizin, Pädiatrie, Kinder- und Jugendpsychiatrie, Geriatrie, Palliativmedizin oder der (systemischen) Familientherapie.

## Kernaufgaben
Als Teil der Allgemeinmedizin ist Familienmedizin mit für die primärärztliche Betreuung von Patienten unter Beachtung somatischer, psychischer und psychosomatischer Erkrankungen zuständig. Das Beobachten und Abklären von sozialen Ereignissen, die nicht unmittelbar mit medizinischen Befunden korrelieren, gehören ebenfalls dazu.
Familienmedizinische Aufgaben sind im Einzelnen:
- Hausärztliche Betreuung von Patienten im Kontext ihres familiären/sozialen Umfeldes, auch für mehrere Familienmitglieder,
- Aufmerksamkeit für familiäre Belastungen, die sich gesundheitsschädigend auswirken können,
- Prävention/Gesundheitsförderung,
- Ressourcen und Risiken von Familie (er)kennen und berücksichtigen.[19]

## Arbeitsweise
Die Familie im Fokus erlaubt es, präventiv tätig zu sein, auf die familiäre Situation abgestimmte Behandlungsoptionen anzubieten und systemische Aspekte in der Therapieplanung mitzuberücksichtigen. Die Arbeitsweise umfasst ein breites Spektrum von „somatischer Behandlung“ bis hin zu „psychotherapeutischen Interventionen“. Es lassen sich drei familienmedizinische Arbeitsweisen identifizieren, die sich in verschiedenen Abstufungen auf die Familie beziehen:
- Beziehung zum individuellen Patienten in seinem familialen Kontext,
- Fokus auf Patienten und deren Familien, die in familialen Strukturen in Not leben,
- Begleitende und therapeutische Beziehung und Haltung zur Familie als Ganzes, als System.[21]

Hausärzte profitieren bei der familienmedizinischen Anamnese von der Langzeitbehandlung von Familien und Kenntnissen aus dem Lebensraum („erlebte Anamnese“). Diese beinhaltet im Einzelnen:
- Familienstruktur
- Hausärztliche Sichtweise,
- Krankheitsanamnese
- familiäre Belastungen
- Gesundheitsverhalten
- Soziale Situation
- Berufliche Situation
- Ökonomische Situation
- Hilfen und Hilfsquellen in der Familie.[22]

Es gibt in der Familienmedizin charakteristische Arbeitsweisen, die für die Umsetzung hilfreich sind. 
„Zu diesen gehören: 
- Ausführliche biopsychosoziale Familienanamnese
- Praxisdokumentation verwandtschaftlicher Beziehungen
- Arbeit mit dem Genogramm (Campbell 2002; Hildenbrand und Kalitzkus 2013; s. a. Himmel und Klein 2017)
- Kommunikation
- Teamansatz
- Interdisziplinarität/Einbezug von kommunalen Unterstützungssystemen“[23]

Als spezifische Methoden sind etwa der Hausbesuch oder die Durchführung von Familienkonferenzen zu nennen. Weiter ist in der Umsetzung eine Zusammenarbeit mit anderen medizinischen Fachdisziplinen und weiteren Anbietern von Hilfsangeboten für Familien sinnvoll.